# Герб Яковлевского района (Приморский край)
Герб муниципального образования Яковлевский район Приморского края Российской Федерации — является официальным символом района.
Герб утверждён Решением № 89 муниципального комитета Яковлевского района 7 мая 2002 года.
Герб внесён в Государственный геральдический регистр Российской Федерации под номером 2805.

## Описание герба
«В зелёном поле пониженный волнистый серебряный пояс, сопровождаемый вверху идущим и ревущим изюбрем с серебряными рогами и копытами, в оконечности — тремя золотыми пчёлами. В вольной части — герб Приморского края».

## Описание символики
Зелень — цвет тайги, растительного мира района, сельскохозяйственная направленность его экономики.
Серебряный пояс показывает протекающую через всю территорию района крупную реку края — Арсеньевку.
Золотой изюбрь отражает богатство и уникальность животного мира района.
Золотые пчёлы характеризуют территорию района как один из самых медоносных районов Приморья.

## История герба
Утверждённый 7 мая 2002 года герб Яковлевского района имел следующее описание: «В зеленом поле, расположен волнистый пояс, над которым расположен изюбрь с рогами и копытами. В нижней части герба три золотые пчелы в ряд».
1 апреля 2008 года Решением № 34 Думы Яковлевского муниципального района Приморского края были внесены изменения в описание герба и его символики.